# Synobius lobatus
Synobius lobatus is een keversoort uit de familie spitshalskevers (Silvanidae). De wetenschappelijke naam van de soort werd in 1896 gepubliceerd door Antoine Henri Grouvelle.